# Monts Imatong
Les monts Imatong sont situés à la frontière entre l'Ouganda et le Soudan du Sud. Le point culminant du massif, également plus haut sommet du Soudan du Sud, est le mont Kinyeti avec 3 187 mètres d'altitude.